# 大村しげ
大村 しげ（おおむら しげ、1918年（大正7年）11月6日 - 1999年（平成11年）3月18日）は、京都市祇園生まれの随筆家、京料理研究家。京都の食べ物や暮らし、お店などに関する記録の著作がある。障害、福祉のあり方をテーマにした随筆も出版している。

## 経歴
1918年（大正7年）11月6日、京都府京都市の祇園の仕出し料理店で長女として誕生する。仕出し料理店を営んでいた父の死後は、看板を汚さないためにも店の引継ぎを断っている。1935年（昭和10年）、京都女子専門学校（現・京都女子大学）国文科に入学、京都市中京区寺町姉小路に借家で一人暮らしを始める。以降没するまでここが本拠となった。1965年（昭和40年）に京都西陣少年ホーム（青年の家）に非常勤職員として入所。1970年（昭和45年）から執筆に専念するようになる。執筆では主に京都の食べ物や暮らし、お店、職人技などをテーマにして記録し、随筆を書いて人気を得た。1974年（昭和49年）からは朝日新聞京都版に週2回、「おばんざい」という名称でコラムを連載、京料理研究家として認識されるようになり、京都のおばんざいという京ことばを随筆家の平山千鶴や秋山十三子とともに全国に広めた。生活は執筆と同じように、京都の衣食住の習慣を丹念に送る一人暮らしの生活を続けていた。1982年（昭和57年）には初めての海外旅行で「祇園ばやしに似ている」と感じたガムランに引かれ、インドネシアのバリ島に訪れた。それ以後は毎年、バリ島を訪れるようになっている。執筆活動以外では、1985年から1986年の間で国会で国家秘密法案に関する動きに関して、法案再提出の際、京都府立大学教授、寿岳章子ら京都府下に住む女性145人とともに、法案反対の活動を行った。反対のアピールの際には、基本的人権が奪われかねないと警鐘を鳴らし、男性のみにまかせず、自分たちの課題として女性も声をあげるべき、と表明している。1994年（平成6年）に脳こうそくで倒れて以後は、車椅子生活を送る。晩年は京都とインドネシア、バリ島を往来し、車椅子生活の視点から障害、福祉のあり方をテーマにした随筆集『京都・バリ島　車椅子往来』を出版している。最終的には車椅子でも生活しやすいバリ島に移住のようになっている。1999年（平成11年）3月18日午前3時、心疾患のためインドネシアバリ島の病院で亡くなった。遺骨は、遺言状で伝えていたとおり、のど仏は岐阜・東光寺の弁天堂に納骨された。2000年（平成12年）3月18日には、ゴア・ガジャの海岸で散骨されている。没後は60数年過ごした京都の町家の家財道具や遺品約1万5000件が国立民族学博物館に寄贈されている。

## 大村しげコレクション
京都市中京区寺町姉小路東入の借家に遺された家財道具、遺品は国立民族学博物館に生前の関係者ゆかりの物品以外はすべて寄贈された。これらは「大村しげコレクション」と呼ばれている。資料の収集は借家の明け渡し期限が迫った2000年（平成12年）4月に家の間取りと家具の位置を記録後、トラックで博物館に搬送された。当初は遺品等の聞き取り調査も行っていたが、膨大な量のため、途中で聞き取りを中止し、作業期間を1日延長させて、その時点で借家に遺っていたものをすべて収集した。コレクションの内容としては、衣類・繊維製品、箪笥や袋などの収納用品、祇園祭の粽御札や護符などの信仰関係用品、執筆関連用品などで構成されている。コレクションの特徴として、物品の量が多いことがあげられている。これは個人の特徴かもしれないが、京都独特の生活感覚や地域特性、物品への意識といった枠組みでとらえ、著作等で確認できるかもしれない、と指摘されている。加えて伝統的な物品と現代的な電化製品が入り混じっていたことがあげられる。生活の近代化や現代化を具体的な資料に立脚しての検討が可能と期待されている。

## 著書
出典

### 単著
- 大村しげ『京の手づくり』講談社、1974年。
- 大村しげ『静かな京』講談社、1976年。
- 大村しげ『京・四季の味』講談社、1979年。
- 大村しげ『冬の台所　京のくらしうた』冬樹社、1980年。
- 大村しげ『大村しげの京のおばんざい　暮しの設計133』中央公論社、1980年。
- 大村しげ『京の食べもの歳時記』中央公論社、1983年。
- 大村しげ『京のお番菜　中央ミニムックス12』中央公論社、1983年。ISBN 4123900127。
- 大村しげ『京都　火と水と』冬樹社、1984年。
- 大村しげ『京　台所の詩』淡交社、1985年。ISBN 4473009203。
- 大村しげ『京の精進料理　妙心寺東林院の四季の味わい　暮しの設計172』中央公論社、1986年。
- 大村しげ『美味しいもんばなし』鎌倉書房、1987年。ISBN 4308004217。
- 大村しげ『京暮し』暮しの手帖社、1987年。
- 大村しげ『京　暮らしの彩り』佼成出版社、1988年。ISBN 4333013623。
- 大村しげ『こんこんさん遊びまひょ　京のあそびうた』筑摩書房、1989年。ISBN 4480812679。
- 大村しげ『しまつとぜいたくの間　ゆたかな暮らしのエコロジー』佼成出版社、1993年。ISBN 4333016541。
- 大村しげ『ヘルシーな京の精進料理』中央公論社、1995年。ISBN 4122023270。
- 大村しげ『車椅子の目線で　京都・バリ島、暮らしの旅』佼成出版社、1996年。ISBN 4333018110。
- 大村しげ『ハートランドバリ島村ぐらし』淡交社、1996年。ISBN 4473014630。
- 大村しげ『京のおばんざい』中央公論社、1996年。ISBN 4122025249。
- 大村しげ『アユとビビ　京おんなのバリ島』新潮社、1997年。ISBN 410420501X。
- 大村しげ『ほっこり京ぐらし』淡交社、1997年。ISBN 4473015319。
- 大村しげ『京都・バリ島車椅子往来』中央公論新社、1999年。ISBN 4120029387。

### 共編著
- 秋山十三子・大村しげ・平山千鶴『おばんざい　京の味ごよみ』中外書房、1966年。
- 秋山十三子・大村しげ・平山千鶴『だれも書かなかった京都』主婦と生活社、1973年。
- 秋山十三子・大村しげ・平山千鶴『京の女ごよみ〈あんなあへえ〉』白川書院、1974年。
- 秋山十三子・大村しげ・平山千鶴『京の着だおれ　京女がつづる着物への愛』東洋文化社、1974年。
- 秋山十三子・大村しげ・平山千鶴『おばんざい　京の台所歳時記』現代企画室、1977年。
- 秋山十三子・大村しげ・平山千鶴『詳細地図つき　とっておきの京都』主婦と生活社、1977年。
- 大村しげ・土村清治『大村しげの妙心寺精進料理案内』佼成出版社、1985年。
- 大村しげ・土村清治『京の禅寺と精進料理』佼成出版社、1988年。
- 大村しげ・西川玄房『ヘルシーな京の精進料理』中央公論社、1995年。
- 秋山十三子・大村しげ・平山千鶴『京のおばんざい　四季の花ごよみ』光村推古書院、2002年。